# Paracyclops poppei
Paracyclops poppei är en kräftdjursart som först beskrevs av Rehberg 1880.  Paracyclops poppei ingår i släktet Paracyclops och familjen Cyclopidae. Inga underarter finns listade i Catalogue of Life.